# سرزمین جیمز یکم

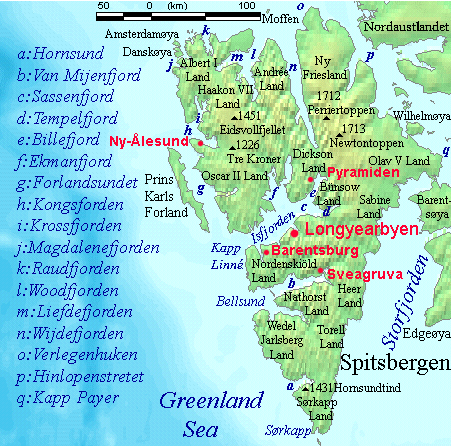
سرزمین جیمز یکم در شمال‌غربی‌ترین بخش اسپیتس‌برگن قرار دارد.

سرزمین جیمز یکم (انگلیسی: James I Land) منطقه‌ای در شمالی‌ترین نقطه جزیره اسپیتس‌برگن در جزایر سوالبار نروژ است که به نام جیمز یکم پادشاه انگلستان و اسکاتلند نام‌گذاری شده‌است. یخچال طبیعی اسویابرین با درازای ۳۰ کیلومتر، سرزمین جیمز یکم و سرزمین اسکار دوم را از هم جدا می‌کند.